# Phân họ Báo
Phân họ Báo (Pantherinae) là một phân họ trong họ Mèo (Felidae), chỉ còn hai chi Panthera, Neofelis sau khi Báo tuyết được nhập vào chi Báo. Các loài trong 2 chi này, ngoại trừ hổ và sư tử, đều được gọi là "báo", do đó đây là tên chung cho phân họ này.

## Hình ảnh

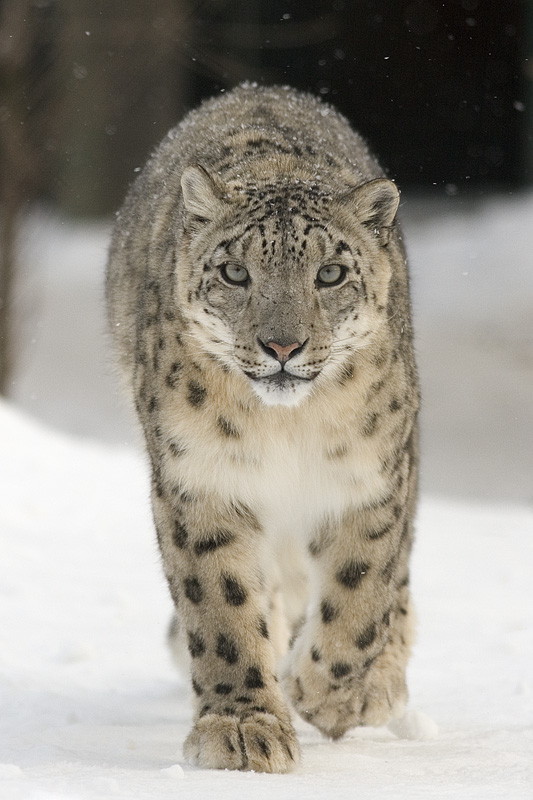
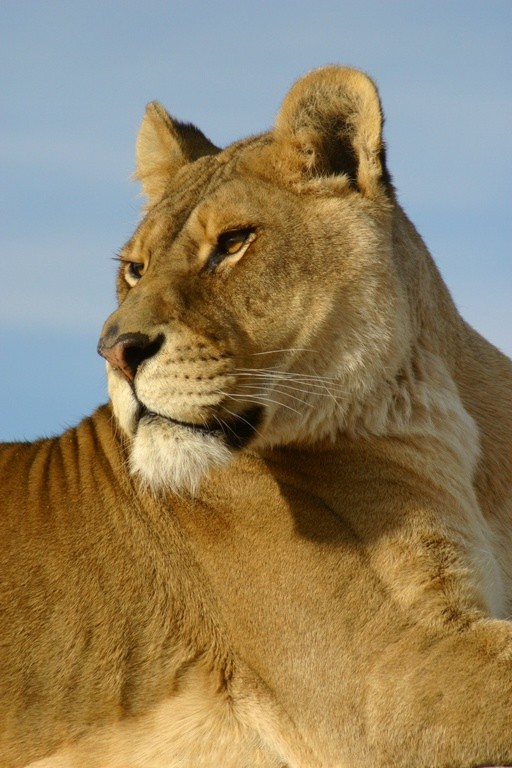
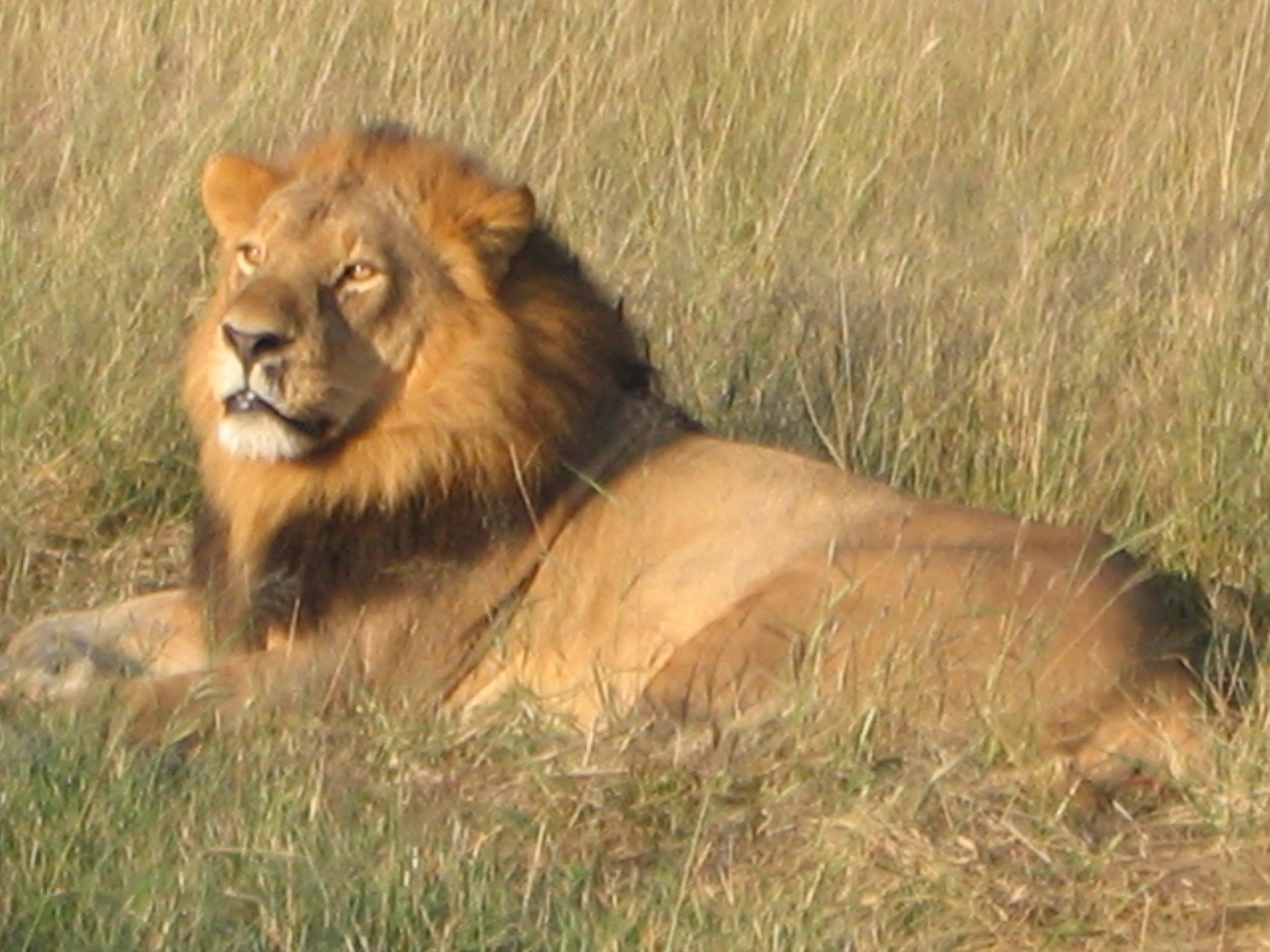

## Các loài
- Phân họ Pantherinae[1][2]
  - Chi Panthera
    - Hổ (P. tigris)
    - Sư tử (P. leo)
    - Báo đốm (P. onca)
    - Báo hoa mai (P. pardus)
    - Báo tuyết (P. uncia)

  - Chi Neofelis
    - Báo gấm (N. nebulosa)
    - Báo gấm Sunda (N. diardi)